# Расписной крест

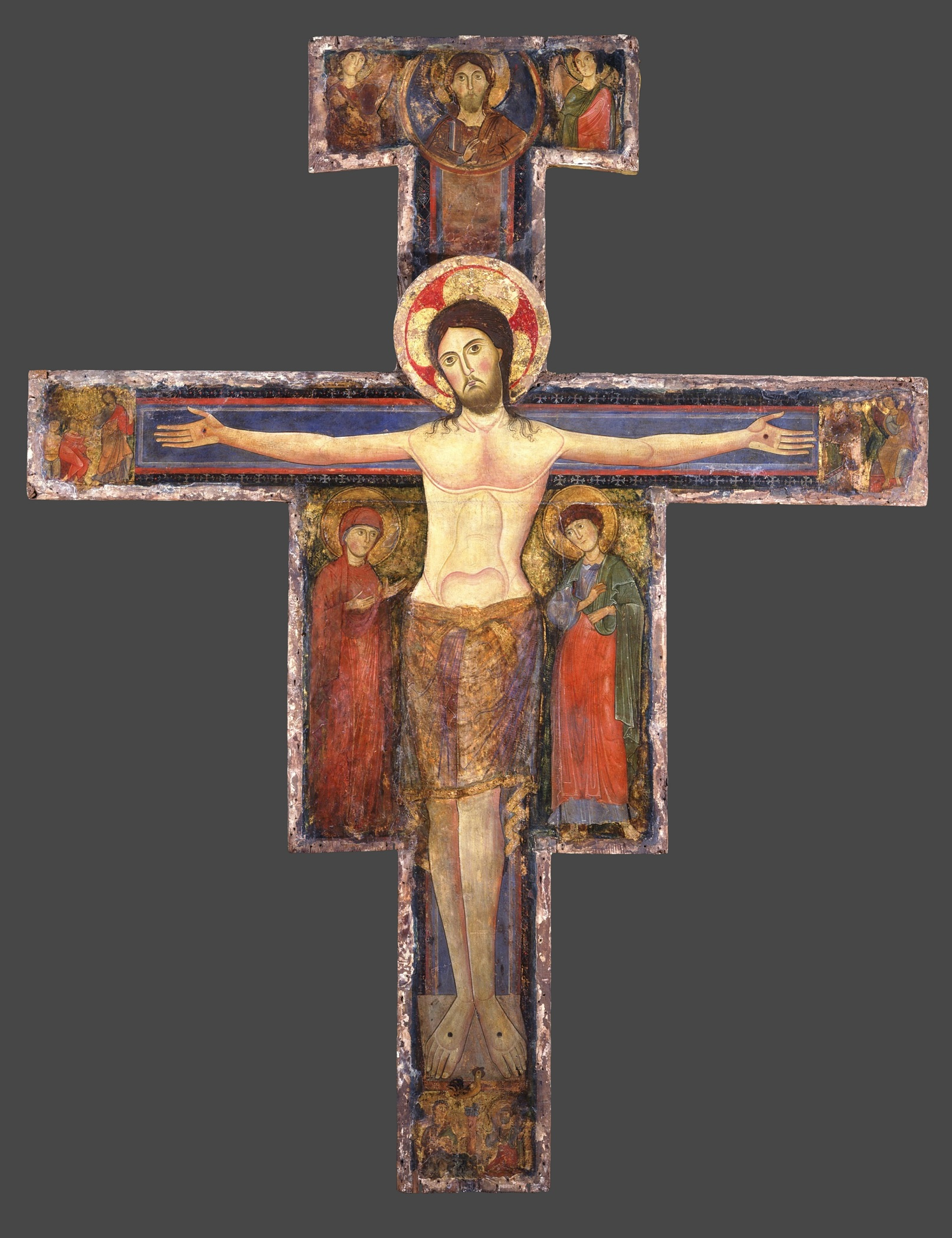
Альберто Сотио. Расписной крест. Вт. пол. XII века (218х171см). Умбрийско-римская школа. Музей Виктории и Альберта, Лондон

Расписной крест (итал. croce dipinta, англ. painted cross) — предмет сакрального искусства имеющий живописное изображение Распятия, типичен для Италии периодов интернациональной готики и проторенессанса.

## Характеристика
Расписные кресты появились в первой половине XII века и быстро распространились в основном в центральных районах Италии. Кресты небольшого размера предназначались по большей части для капелл или для монастырских келий. Большие кресты для алтарей, а также подвесные Распятия, предназначались для больших пространств романских и готических церквей. Бронзовые или деревянные Распятия, а также алтарные картины с образами Распятия, предшествовавшие расписным крестам, по своей сути и функции близки им.
Функция расписного креста такова. Если цикл фресок, покрывающий стену нефа, играл двойную — декоративную и повествовательную — роль, а створки и передняя часть алтаря должны были быть видимыми с близкого расстояния, то большое изображение Христа на кресте, расположенное в хоре, напротив входа, должно было вызвать у предстоящих в храме непосредственное чувство переживания страданий Христа (memento Christi). Этим объясняются значительные размеры расписных крестов. В XII веке они часто достигали в высоту более трёх метров, и постепенно становились просто гигантскими — 5,75 м («Крест» в церкви Сан-Франческо в Ареццо) и 5,78 м («Крест» Джотто в церкви Санта-Мария-Новелла во Флоренции).

### Типы расписных крестов

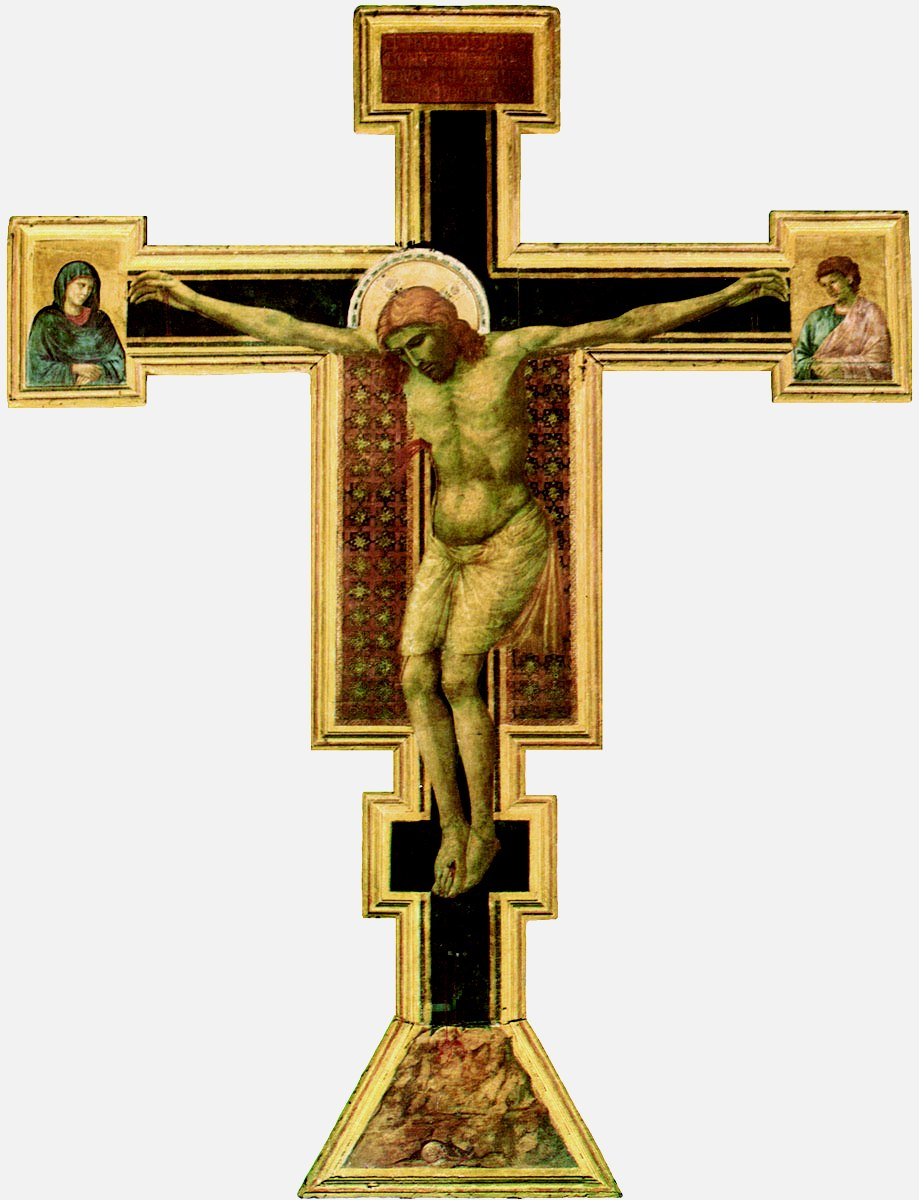
Джотто. Крест (578х406 см). 1290—1300. Церковь Санта-Мария-Новелла, Флоренция

Эдвард Б. Гаррисон различает пять видов расписных крестов, отличающихся по форме и иконографии, и в которых иногда можно видеть влияние какого-либо художника или живописной школы:
1. Кресты простой формы без табеллоне[1], восходящие к более древним нагрудным и процессионным крестам.
2. Кресты с табеллоне, с изображением главных персонажей «Распятия» («Вознесение» на них изображено в верхней части креста; этот вид креста был широко распространен в Умбрии, где появились его самые первые образцы — «Крест» Альберто Сотио. 1187. Собор в Сполето).
3. Кресты с табеллоне, нижняя часть которых часто завершена в форме чаши, с изображением персонажей Распятия и различных сцен (лукканский тип); наиболее древним примером такого типа является крест мастера Гульельмо (1138, Сарцана, собор).
4. Кресты с табеллоне с изображением различных сцен, но без фигур у подножия Распятия (этот тип был распространен в Тоскане, главным образом в Пизе).
5. Кресты с табеллоне, украшенные, но без фигур и сцен; на концах лучей креста помещены образы Девы Марии и Святого Иоанна; самый древний крест такого типа — это крест из церкви Санта-Мария-дельи-Анджели в Ассизи, подписанный Джунта Пизано, предполагаемым создателем креста этого типа, который распространился потом в Умбрии, и особенно в Тоскане (Коппо ди Марковальдо, Чимабуэ, Джотто).

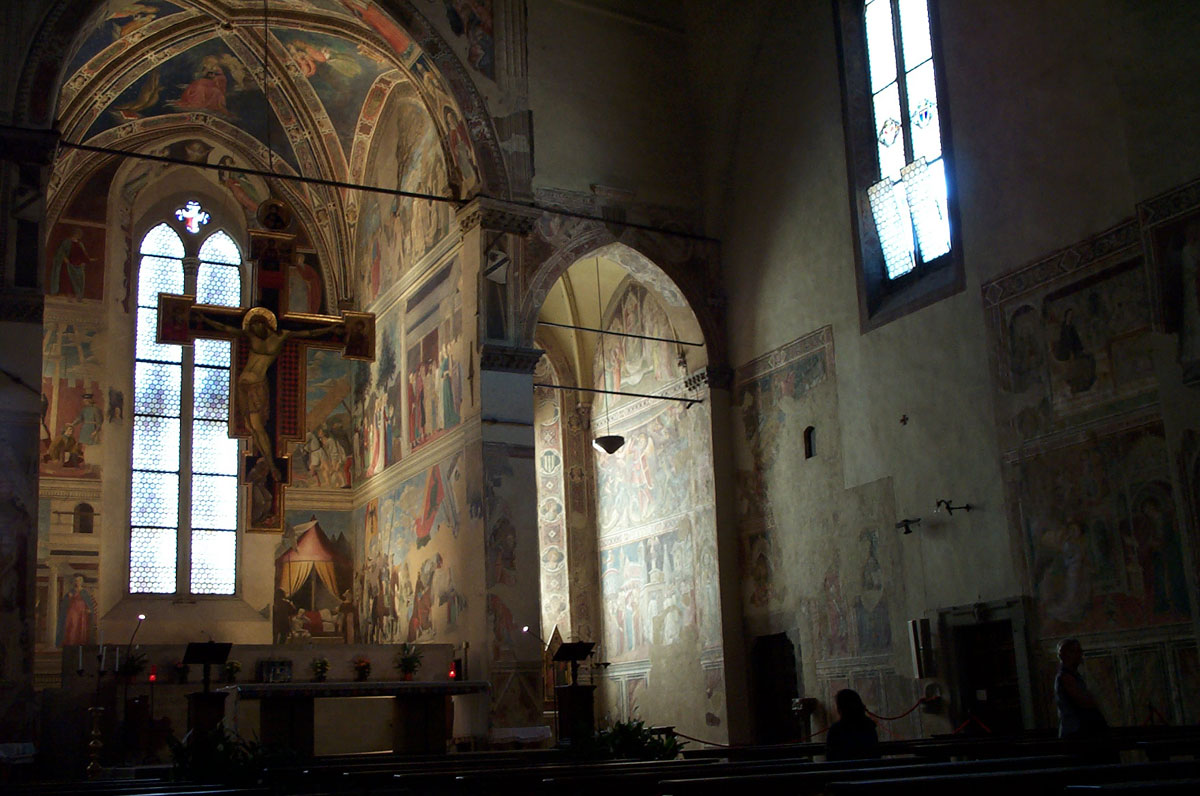
Расписной крест в интерьере. Базилика Сан-Франческо в Ареццо

Хронологическую эволюцию этих типов крестов установить трудно, вполне возможно, что они существовали одновременно. Иконографическая эволюция более очевидна, и она свидетельствует об упрощении расписных крестов. Крест из Сарцаны (1138 года) полон декоративного богатства, в то время как на кресте Джунта Пизано, имевшем в XIV веке огромный успех, присутствует ограниченное число персонажей. С другой стороны, следует принять во внимание различные модификации в их исполнении, связанные с предназначением расписных крестов. Скорее всего кресты с табеллоне, на которых изображены сцены из евангельских историй, предназначались для алтаря и рассматривания с более близкого расстояния; и напротив, крестам помещенным выше и дальше необходимы были большие фигуры. Изображение живого Христа (Christos triumphans) на кресте, характерное для романского искусства, гораздо древнее, чем изображение мёртвого Христа восходящее к византийской традиции, влияние которой заметно в кресте на надгробии архиепископа Ариберта (первая половина XI века).

## Наиболее известные расписные кресты XIV века

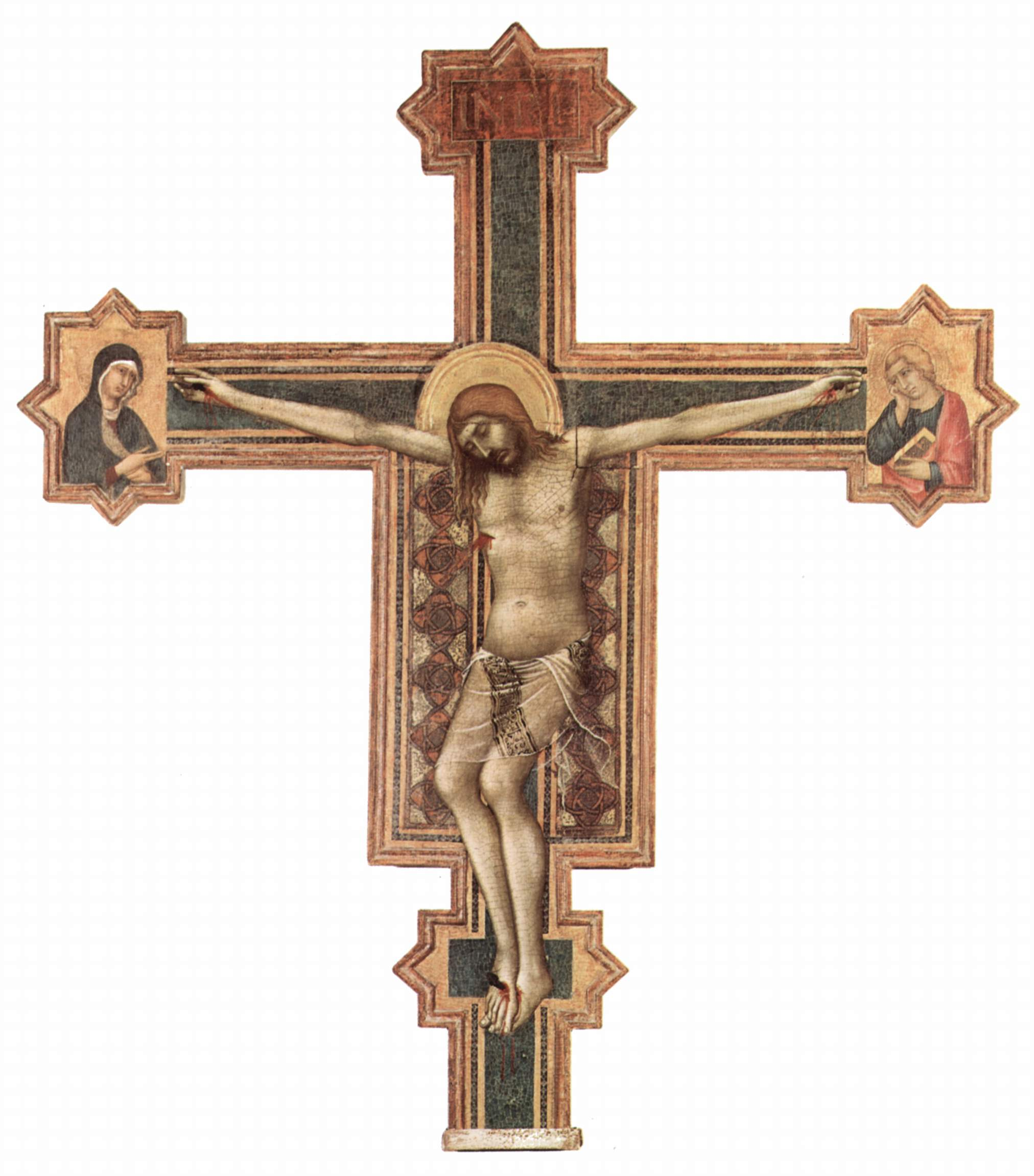
Симоне Мартини. Крест. 1320-е. Церковь Санта-Мария-дель-Парто. Сан-Кашано-ин-Валь-ди-Пеза, Тоскана

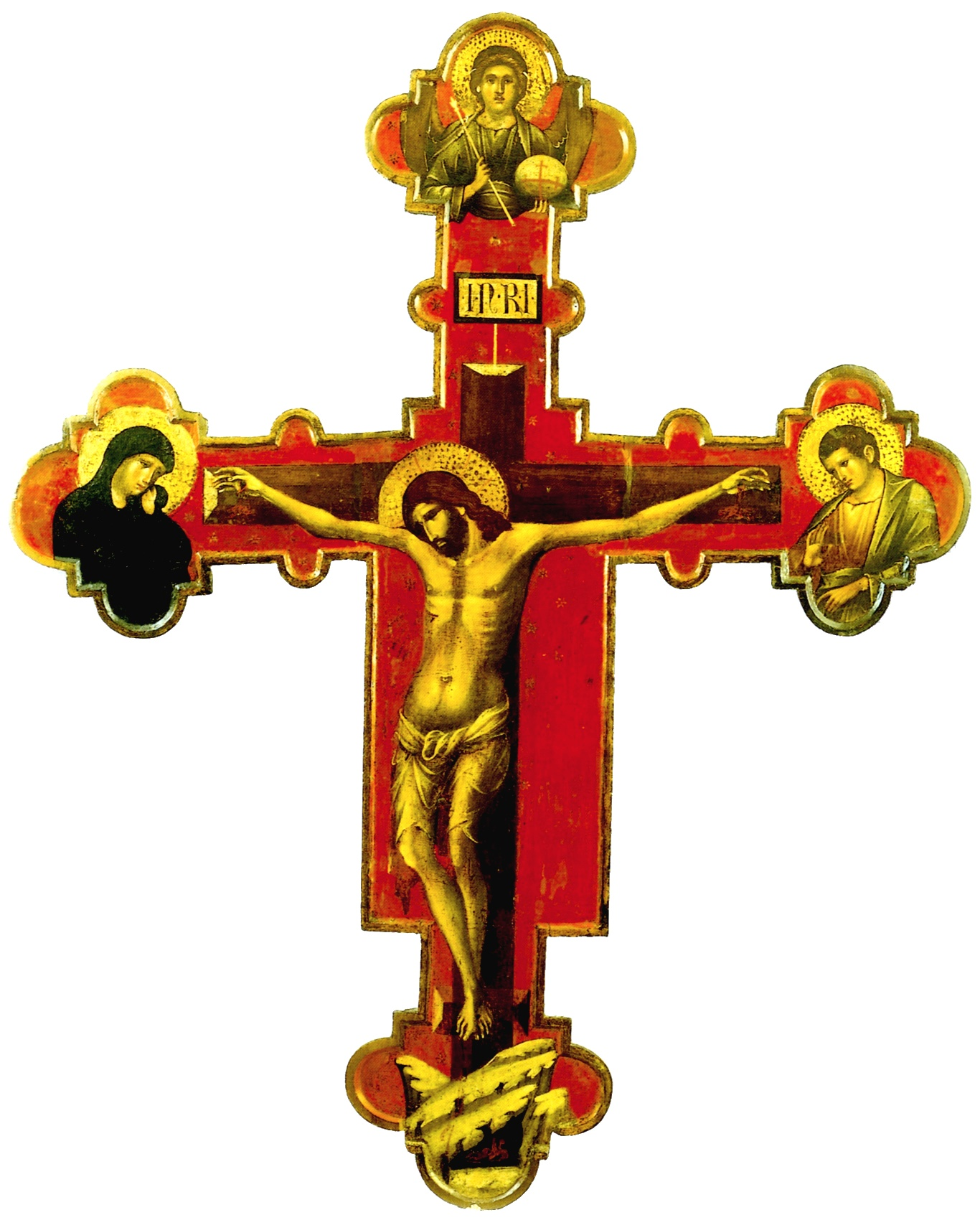
Паоло Венециано. Крест.(124х155см). Между 1324 и 1350. Коллекция Бенедиктинского клуатра церкви Святого Николая. Трогир, Хорватия

- Флоренция: Джотто — (Флоренция, ц.Санта Мария Новелла; Римини, ц.Сан Франческо; Падуя, гор. музей); школа Джотто — (Париж, Лувр; Флоренция, церковь Санта-Феличе-и-Оньисанти); Мастер из Фильине (Флоренция, ц.Санта Кроче); Таддео Гадди (Рубалла, церковь Сан-Джорджо); Аньоло Гадди (церковь Сан-Мартино-а-Сесто, Флоренция)
- Сиена: Сенья ди Бонавентура (ГМИИ им. Пушкина, Москва); Симоне Мартини (Сан-Кашано-Валь-ди-Пеза, церковь Санта-Мария-дель-Парто); Пьетро Лоренцетти (Кортона, Епархиальный музей); Амброджо Лоренцетти (Пинакотека, Сиена); Франческо ди Ваннуччо (Гринвил, Университет Боба Джонса); Таддео ди Бартоло (Пинакотека, Сиена).
- Римини: Джованни ди Римини (церковь Сан-Франческо, Меркателло); Пьетро да Римини (Кьеза-деи-Морти, Урбания); Мастер из Веруччо (Национальная галерея Марке, Урбино); Мастер коронования из Урбино (там же).
- Болонья: Якопино ди Франческо (церковь Сан-Джованни-ин-Монте, Болонья).
- Ломбардия: неизвестный художник (церковь Сан-Франческо, Брешиа).
- Венеция и Падуя: Паоло Венециано (церковь Сан-Самуэле, Венеция); Гварьенто (Кембридж, Массачусетс); Лоренцо Венециано (церковь Сан-Дзено Маджоре, Верона).

Среди расписных крестов XV века следует назвать произведения Джованни-да-Модена (Пинакотека, Болонья) и Джованни-ди-Паоло(церковь Сан-Пьетро-а-Овиле, Сиена), созданные еще в традиции XIV века, а также произведения флорентийских мастеров — Андреа дель Кастаньо (Флоренция, церковь Сантиссима-Аннунциата), Лоренцо Монако (церковь Сан-Джованни-деи-Кавальери, Флоренция), Фра Анджелико (церковь Сан-Никколо-дель-Чеппо, Флоренция) и Пезеллино (церковь Сан-Гаэтано, Флоренция).
В XV веке традиция производства расписных крестов стала угасать.